# Oderinsel Kietz
Oderinsel Kietz este o arie protejată (arie specială de conservare — SAC, sit de importanță comunitară — SCI) din Germania întinsă pe o suprafață de 209 ha, integral pe uscat.

## Localizare
Centrul sitului Oderinsel Kietz este situat la coordonatele 52°34′50″N 14°37′06″E / 52.5806°N 14.6183°E.

## Înființare
Situl Oderinsel Kietz a fost declarat sit de importanță comunitară în septembrie 2000 pentru a proteja 10 specii de animale. Situl a fost protejat și ca arie specială de conservare în noiembrie 2010.

## Biodiversitate
Situată în ecoregiunea continentală, aria protejată conține 7 habitate naturale: Lacuri eutrofice naturale cu vegetație de tip Magnopotamion sau Hydrocharition, Cursuri de apă de la nivel de câmpie la nivel montan, cu vegetație Ranunculion fluitantis și Callitricho-Batrachion, Râuri cu maluri nămoloase cu vegetație de Chenopodion rubri p.p. și Bidention p.p., Liziere de ierburi înalte hidrofile de câmpie și de nivel montan până la alpin, Pajiști aluvionare inundabile, de Cnidion dubii, Păduri aluvionare cu Alnus glutinosa și Fraxinus excelsior (Alno-Padion, Alnion incanae, Salicion albae), Păduri mixte riverane de Quercus robur, Ulmus laevis și Ulmus minor, Fraxinus excelsior sau Fraxinus angustifolia, de-a lungul marilor râuri (Ulmenion minoris).
La baza desemnării sitului se află mai multe specii protejate:
- păsări (4): barză neagră (Ciconia nigra), egretă albă (Egretta alba), codalb (Haliaeetus albicilla), vultur pescar (Pandion haliaetus)
- amfibieni (1): buhai de baltă cu burta roșie (Bombina bombina)
- mamifere (2): castor (Castor fiber), vidră de râu (Lutra lutra)
- nevertebrate (2): Ophiogomphus cecilia, Osmoderma eremita
- pești (1): avat (Aspius aspius)

Pe lângă speciile protejate, pe teritoriul sitului au mai fost identificate 26 de specii de plante.